# نيو جاك
نيو جاك (بالإنجليزية: New Jack)‏ هو ممثل تلفزيوني ومصارع محترف أمريكي، ولد في 3 يناير 1963 في أتلانتا في الولايات المتحدة وتوفي 14 مايو 2021 في كارولاينا الشمالية في الولايات المتحدة.

## وصلات خارجية
- نيو جاك على موقع WrestlingData.com (الإنجليزية)
- نيو جاك على موقع CageMatch worker (الإنجليزية)
- نيو جاك على موقع قاعدة بيانات المصارعة على الإنترنت (الإنجليزية)
- نيو جاك على موقع عالم المصارعة على الإنترنت (الإنجليزية)
- نيو جاك على موقع عالم المصارعة على الإنترنت (الإنجليزية)
- نيو جاك على موقع IMDb (الإنجليزية)
- نيو جاك على موقع قاعدة بيانات الفيلم (الإنجليزية)